# NGC 2562
NGC 2562 (другие обозначения — UGC 4345, MCG 4-20-31, ZWG 119.63, ARAK 159, PGC 23395) — линзовидная галактика в созвездии Рака. Открыта Уильямом Гершелем в 1787 году.
Этот объект входит в число перечисленных в оригинальной редакции «Нового общего каталога».
Галактика NGC 2562 входит в состав группы галактик NGC 2563, удалённой на 68 мегапарсек. Помимо NGC 2562 в группу также входят ещё 13 галактик. Она удалена от центральной галактики скопления — NGC 2563 — не менее чем на 91 килопарсек. Горячего газа в галактике не наблюдается.